# Albino
Albino est une commune italienne de la province de Bergame, dans la région Lombardie.
Elle est incluse dans le périmètre du traité international de la Convention alpine.

## Géographie
- Limite communale

## Histoire
Des découvertes archéologiques ont montré que la zone était déjà habitée à l'âge du cuivre. À l'époque romaine, il y avait des établissements dans la région (probablement d'origine gauloise), bien que le premier document mentionnant un in vico Albines date de 892. Plus tard, empêtrée dans les luttes entre les Guelfes et les Gibelins, la ville fut fortement fortifiée, un château étant construit au XIVe siècle. Albino a été sous la république de Venise depuis 1428, avec une forte augmentation de l'industrie textile et du fer. Le passage de la République vénitienne à la République cisalpine, dépendante de Napoléon, a lieu en 1797. La restauration consécutive au Congrès de Vienne a donné l'Italie aux Autrichiens, qui ont établi le Royaume Lombardo-Veneto. Dans les années qui suivent, les sentiments patriotiques en faveur de la naissance d'une nation italienne se développent, donnant lieu aux soulèvements de 1848. Le pas décisif vers l'unification de l'Italie a été franchi par l'expédition des Mille en 1860, à laquelle ont également participé les citoyens Giovanni Battista Poletti et Enrico Piccinini.
Albino a reçu le titre honorifique de ville par un décret présidentiel du 27 décembre 1991.

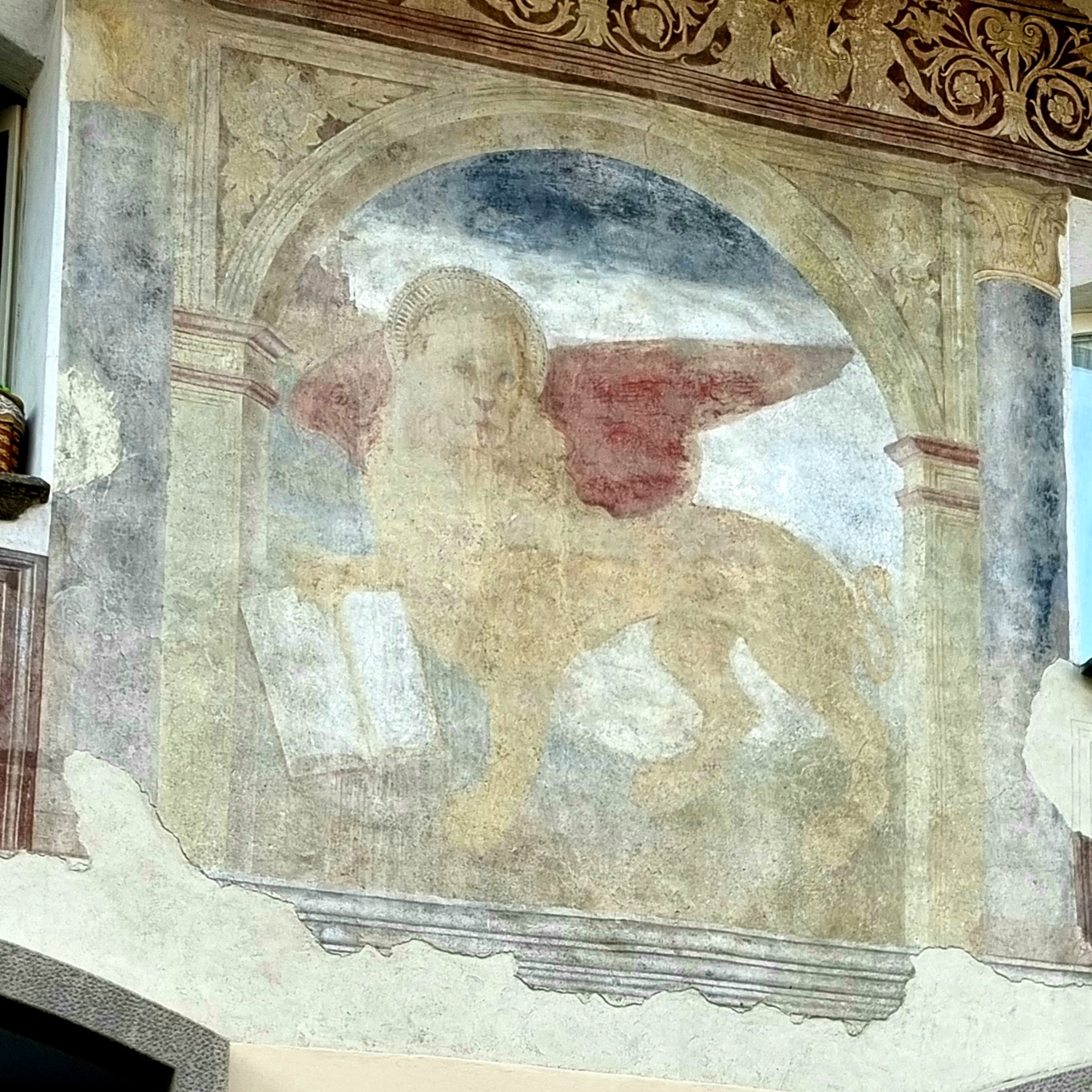
Lion de Venise sur la façade d'un palais à Albino, Italie (1499).

### Personnalités liées à la commune
- Giovanni Battista Moroni ou Giambattista, peintre (Albino, 1520 - Albino, 1578).
- Leone Nani (1880-1935), missionnaire et photographe, né à Albino.

## Administration
| Période                                  | Période | Identité | Étiquette | Qualité |
| ---------------------------------------- | ------- | -------- | --------- | ------- |
|                                          |         |          |           |         |
| Les données manquantes sont à compléter. |         |          |           |         |

### Hameaux
Bondo Petello, Desenzano al Serio, Comenduno, Vall'Alta, Fiobbio, Abbazia, Dossello, Casale

### Communes limitrophes
Aviatico, Borgo di Terzo, Casazza, Cenate Sopra, Cene, Gaverina Terme, Gazzaniga, Luzzana, Nembro, Pradalunga, Selvino, Trescore Balneario, Vigano San Martino